# Библиография Джека Керуака

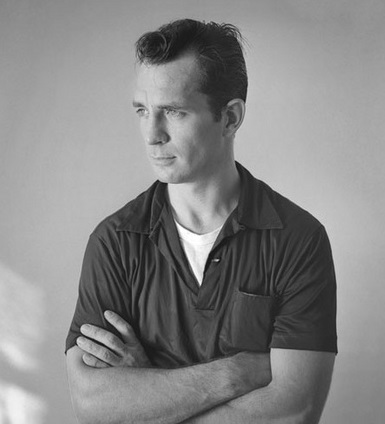
Джек Керуак, 1956 год

Джек Керуак (12 марта 1922, Лоуэлл — 21 октября 1969, Сент-Питерсберг) — американский писатель, поэт, новеллист и эссеист французского происхождения, совместно с У. Берроузом и А. Гинзбергом считающийся ключевым представителем бит-поколения. Является автором более десятка романов и повестей, одиннадцати поэтических сборников и множества литературных статей. Несмотря на то, что Керуак считал себя католиком, в многих своих работах писатель пропагандировал идеологию буддизма.
«В дороге» (англ. On the Road, 1957), второй опубликованный роман писателя, принёс ему известность и признание, хотя и был подвергнут серьёзной критике. Сейчас данная книга считается классикой американской литературы, а Джек Керуак является одним из наиболее важных американских авторов XX века.

## Романы и повести
На романистику Керуака повлияло большое количество писателей — в числе которых У. Берроуз, Д. Баньян, Т. Вулф. Исключительно к середине 1950-х годов (когда был закончен «В дороге»), писателю удалось выработать и развить свой собственный уникальный стиль, позже названный им «спонтанной\импровизационной прозой». При том, что большинство героев книг Керуака были списаны им с реальных людей, в романах они появляются под разными псевдонимами; так, к примеру, Аллен Гинзберг появляется в виде Карло Маркса на страницах «В дороге», Ирвина Гардена в «Ангелах опустошения», Алвы Голдбука в «Бродягах дхармы».
| Год написания | Год издания | Название на русском языке              | Оригинальное название                     | Год издания на русском |
| ------------- | ----------- | -------------------------------------- | ----------------------------------------- | ---------------------- |
| 1945          | 2008        | И бегемоты сварились в своих бассейнах | And the Hippos Were Boiled in Their Tanks | 2010                   |
| 1948—1956     | 1957        | В дороге                               | On the Road                               | 1995                   |
| 1953          | 1958        | Подземные                              | The Subterraneans                         | 1995                   |
| 1957          | 1958        | Бродяги Дхармы                         | The Dharma Bums                           | 1995                   |
| 1953          | 1959        | Мэгги Кэссиди                          | Maggie Cassidy                            | 2002                   |
| 1961          | 1962        | Биг Сур                                | Big Sur                                   | 2002                   |
| 1956          | 1963        | Видения Жерара                         | Visions of Gerard                         | 2002                   |
| 1956—1961     | 1965        | Ангелы опустошения                     | Desolation Angels                         | 2002                   |
| 1965          | 1965        | Сатори в Париже                        | Satori in Paris                           | 2002                   |
| 1952          | 1959        | Доктор Сакс                            | Doctor Sax                                | 2012                   |
| 1955-1956     | 1960        | Тристесса                              | Tristessa                                 | 2014                   |
| 1960          | 1960        | Одинокий странник                      | Lonesome Traveler                         | 2015                   |
| 1942          | 2010        | Море — мой брат                        | The Sea Is My Brother                     | 2015                   |
| 1968          | 1968        | Суета Дулуоза                          | Vanity of Duluoz                          | 2016                   |

## Книги, не выходившие на русском языке или изданные частично

### Романы и повести
| Год написания | Год издания | Оригинальное название | Примечание                                                                                               |
| ------------- | ----------- | --------------------- | --- |
| 1946—1949     | 1950        | The Town and the City | Первая крупная книга Керуака, попавшая в печать. Отражает сильное влияние на автора творчества Т. Вулфа. |
| 1952—1960     | 1960        | Book of Dreams        | Экспериментальный роман, составленный из записанных сновидений писателя в период с 1952 по 1960-й год.   |
| 1951—1952     | 1960        | Visions of Cody       | Вторая крупная работа (после «В дороге»), посвящённая близкому другу Керуака — Нилу Кэссиди.             |
| 1951—1969     | 1971        | Pic                   | Роман, написанный Керуаком под влиянием Гекльберри Финна.                                                |
| 1944—1945     | 2002        | Orpheus Emerged       | Произведение, описывающее университетские годы автора и период его становления как писателя.             |

### Поэзия
Поэзия представителей поколения битников российскому читателю практически не знакома; одна из причин для сложившейся ситуации это письмо тридцати пяти литераторов против арестов диссидентов в СССР (подписанное А. Гинзбергом, Л. Ферлингетти и другими «разбитыми поэтами»), после которого на публикации подписантов было наложено вето. Другая причина, отмечает Антон Нестеров, один из авторов литературного интернет-проекта «Журнальный Зал», это сама направленность бит-поэзии, «политизированной и ориентированной на социальное», затруднявшая возможность публикации.
Первое (и единственное) крупное издание бит-поэзии было осуществлено в 2004 году издательством Ультра.Культура. В издание вошли работы Керуака из сборников «Book of Haikus», «Scattered Poems» и некоторых других. Ряд переводов поэзии Керуака доступен в «Лавке Языков».
| Год написания | Год издания | Оригинальное название                | Примечание                                                                                           |
| ------------- | ----------- | ------------------------------------ | --- |
| 1955          | 1959        | Mexico City Blues                    | Сборник поэзии, демонстрирующий одну из первых попыток автора стать «джазовым поэтом».               |
| 1956          | 1960        | The Scripture of the Golden Eternity | Книга представляет собой сутру поэта на тему буддистской философии.                                  |
| 1945—1968     | 1971        | Scattered Poems                      | Коллекция поэзии Керуака; в данной книге автор развивает свою идею о «западных хайку».               |
| 1956          | 1973        | Old Angel Midnight                   | Длинная поэма, отражающая время наиболее сильного увлечения буддизмом и буддистской философией.      |
| 1959          | 1973        | Trip Trap                            | Работа трёх авторов, решивших написать книгу во время совместного путешествия по США.                |
| 1957—1962     | 1977        | Heaven and Other Poems               | Сборник ранее опубликованных стихов из сборника «Mexico City Blues» и ряда поэтических антологий.    |
| 1954          | 1991        | San Francisco Blues                  | Поэзия, навеянная работами индийского проповедника и поэта Ашвагхоши.                                |
| 1960          | 1992        | Pomes All Sizes                      | Архивные записи Керуака из коллекции Л. Ферлингетти, переданные последнему автором в 1960-х.         |
| 1954—1961     | 1995        | Book of Blues                        | Коллекция произведений, объединенных общей темой переложения на поэзию «Легенды Дулуоза».            |
|               | 2003        | Book of Haikus                       | Сборник хайку, написанный под влиянием традиционной японской поэзии.                                 |
| 1952—1957     | 2006        | Book of Sketches                     | Коллекция стихов Керуака, написанных им в период с 1952 по 1954 в ходе путешествий по США и Мексике. |

### Документалистика и другие работы
| Год написания | Год издания | Оригинальное название         | Примечание                                                                             |
| ------------- | ----------- | ----------------------------- | -------------------------------------------------------------------------------------- |
| 1955          | 1993        | Good Blonde & Others          | Сборник различных статей Керуака на тему поэзии.                                       |
| 1954—1955     | 1997        | Some of the Dharma            | «Путеводитель» по буддизму для западного человека.                                     |
| 1936—1943     | 1999        | Atop an Underwood             | Коллекция малой прозы писателя, стилистически имитирующая работы Эрнеста Хемингуэя.    |
| 1957          | 2005        | Beat Generation               | Пьеса, посвященная «разбитому поколению». Написана после публикации романа «В дороге». |
| 1955          | 2008        | Wake Up: A Life of the Buddha | Пересказ жизни духовного учителя и основателя буддизма Будды Шакьямуни.                |

### Письма, интервью и дневники
| Год издания | Оригинальное название            | Примечание                                                                                                   |
| ----------- | -------------------------------- | --- |
| 1983        | Dear Carolyn                     | Письма к одной из жён Кэссиди, Кэролин.                                                                      |
| 1990        | Safe In Heaven Dead              | Сборник интервью с Керуаком.                                                                                 |
| 1995        | Jack Kerouac: Selected Letters 1 | Письма 1940—1956 годов.                                                                                      |
| 1999        | Jack Kerouac: Selected Letters 2 | Письма 1957—1969 годов.                                                                                      |
| 2000        | Door Wide Open                   | Коллекция любовных писем между писателем и его пассией, Джойс Глассман (англ. Joyce Glassman), 1957—1958 гг. |
| 2004        | Windblown World                  | Избранные выдержки из дневников писателя периода с 1947 по 1954 годы.                                        |
| 2004        | Empty Phantoms                   | Исследование творчества автора, различные интервью.                                                          |
| 2004        | Departed Angels                  | Рисунки Керуака, собранные в единое издание.                                                                 |
| 2005        | Conversations with Jack Kerouac  | Интервью с писателем, взятое журналистом Кевином Хейсом (англ. Kevin Hayes).                                 |
| 2011        | Jack Kerouac and Allen Ginsberg  | Переписка Керуака и Гинзбера с 1944 (год знакомства) по 1969 (год смерти Керуака).                           |

## Использованная литература и источники
1. ↑  Vorhees, Mara. Boston. — Lonely Planet, 2009. — P. 36. — 280 p. — ISBN 978-1-741-79178-5.
2. ↑  Kimmel, Michael. Men and masculinities. — ABC-CLIO, 2004. — P. 71. — ISBN 978-1-576-07774-0.
3. 1 2 3 4  Hemmer, Kurt. Encyclopedia of beat literature. — Infobase Publishing, 2007. — P. 243. — 401 p. — ISBN 978-0-81-604297-5.
4. ↑  Giles, Paul. American Catholic arts and fictions: culture, ideology, aesthetics. — Cambridge University Press, 1992. — P. 412. — 547 p. — ISBN 978-0-52-141777-8.
5. 1 2  Werlock, James. The Facts on File companion to the American short story. — Infobase Publishing, 2010. — P. 377. — 842 p. — ISBN 978-0-81-606895-1.
6. ↑  Nelson, Emmanuel Sampath. The Greenwood Encyclopedia of Multiethnic American Literature: I - M. — Greenwood Publishing Group, 2005. — P. 1234. — 2483 p. — ISBN 978-0-31-333062-9.
7. ↑  Holland, Cotter. On My Own Road (англ.). The New York Times. nytimes.com (2 сентября 2007). Дата обращения: 9 августа 2011. Архивировано 23 января 2012 года.
8. 1 2  Theado, Matt. Understanding Jack Kerouac. — University of South Carolina Press, 2000. — 200 p. — ISBN 978-1-570-03272-1.
9. 1 2 3  Maher, Paul. Kerouac: the definitive biography. — Taylor Trade Publications, 2004. — P. 487. — 557 p. — ISBN 978-0-87-833305-9.
10. ↑  Dittman, Michael. Masterpieces of Beat literature. — Greenwood Publishing Group, 2007. — 121 p. — ISBN 978-0-31-333283-8.
11. ↑  Rolfe, Lionel. Literary L.A. — 2002. — ISBN 1-879395-22-3.
12. 1 2  
Griffey, Allan.  (англ.) = Jack Kerouac, The Sea Is My Brother, «the lost» novel // Beatdom : Журнал  / David S. Wills. — Iss. 4. — ISBN 978-1-448-65997-5.
13. ↑  Stiles, Bradley. Emerson's contemporaries and Kerouac's crowd: a problem of self-location. — Fairleigh Dickinson Univ Press, 2003. — P. 92. — 179 p. — ISBN 978-0-83-863960-3.
14. ↑  Britannica Educational Publishing. American Literature from 1945 Through Today. — The Rosen Publishing Group, 2010. — 288 p. — ISBN 978-1-615-30235-2.
15. 1 2 3  Jones, James. Jack Kerouac's Duluoz legend: the mythic form of an autobiographical fiction. — SIU Press, 1999. — P. 232. — 278 p. — ISBN 978-0-80-932263-3.
16. ↑  Charters, Ann; Charters, Samuel. Brother-Souls: John Clellon Holmes, Jack Kerouac, and the Beat Generation. — Univ. Press of Mississippi, 2010. — P. 32. — 441 p. — ISBN 978-1-604-73579-6.
17. ↑  Антон Нестеров. Одиссей и сирены: американская поэзия в России второй половины XX века. Иностранная литература, 2007 N10. magazines.russ.ru (2007). Дата обращения: 2 сентября 2010. Архивировано 31 января 2012 года.
18. ↑  Антология. Антология поэзии битников / Г. Андреева. — 30.06.2004. — Ультра.Культура, 2004. — 784 с. — (Поэзия). — 3000 экз. — ISBN 5-98042-072-X.
19. ↑  Джек Керуак. Лавка Языков. spintongues.msk.ru. Дата обращения: 12 августа 2011. Архивировано из оригинала 3 апреля 2012 года.
20. ↑  Kerouac, Jack. Mexico City blues: 242 choruses. — Grove Press, 1990. — 244 p. — ISBN 978-0-80-213060-0.
21. 1 2 3  William Lawlor. Beat culture: lifestyles, icons, and impact. — ABC-CLIO, 2005. — 392 p. — ISBN 978-1-851-09400-4.
22. ↑  Montgomery, John. Kerouac at the "Wild Boar" & other skirmishes. — Fels & Firn Press, 1986. — 158 p.
23. 1 2 3  Jones, James. A Map of Mexico City Blues: Jack Kerouac as Poet. — SIU Press, 2010. — P. 16. — 216 p. — ISBN 978-0-80-933006-5.
24. ↑  Shearer, Benjamin F. Culture and Customs of the United States: Culture. — Greenwood Publishing Group, 2008. — P. 242. — 408 p. — ISBN 9780313338779.
25. ↑  Shneider, Steven. Complexities of motion: new essays on A.R. Ammons's long poems. — Fairleigh Dickinson Univ Press, 1999. — P. 108. — 361 p. — ISBN 978-0-83-863742-5.
26. ↑  Olson, James Stuart. Historical dictionary of the 1950s. — Greenwood Publishing Group, 2000. — P. 24. — 353 p. — ISBN 978-0-31-330619-8.